# Piribeyli
Piribeyli is een kleine stad gelegen in de provincie Konya in centraal Turkije met 2400 inwoners. Piribeyli is centraal gelegen ten noorden van de stad Yunak, ongeveer 1000 meter boven de zeespiegel. Bergachtige stad heeft een groen en heuvelachtig terrein. Het ligt niet ver van Emirdağ.
Rond de 18de en 19de eeuw groeide de stad aanzienlijk met de omringende migraties van onder andere Harput, Atlanti, Ankara en deze vormen nu de huidige bevolking.

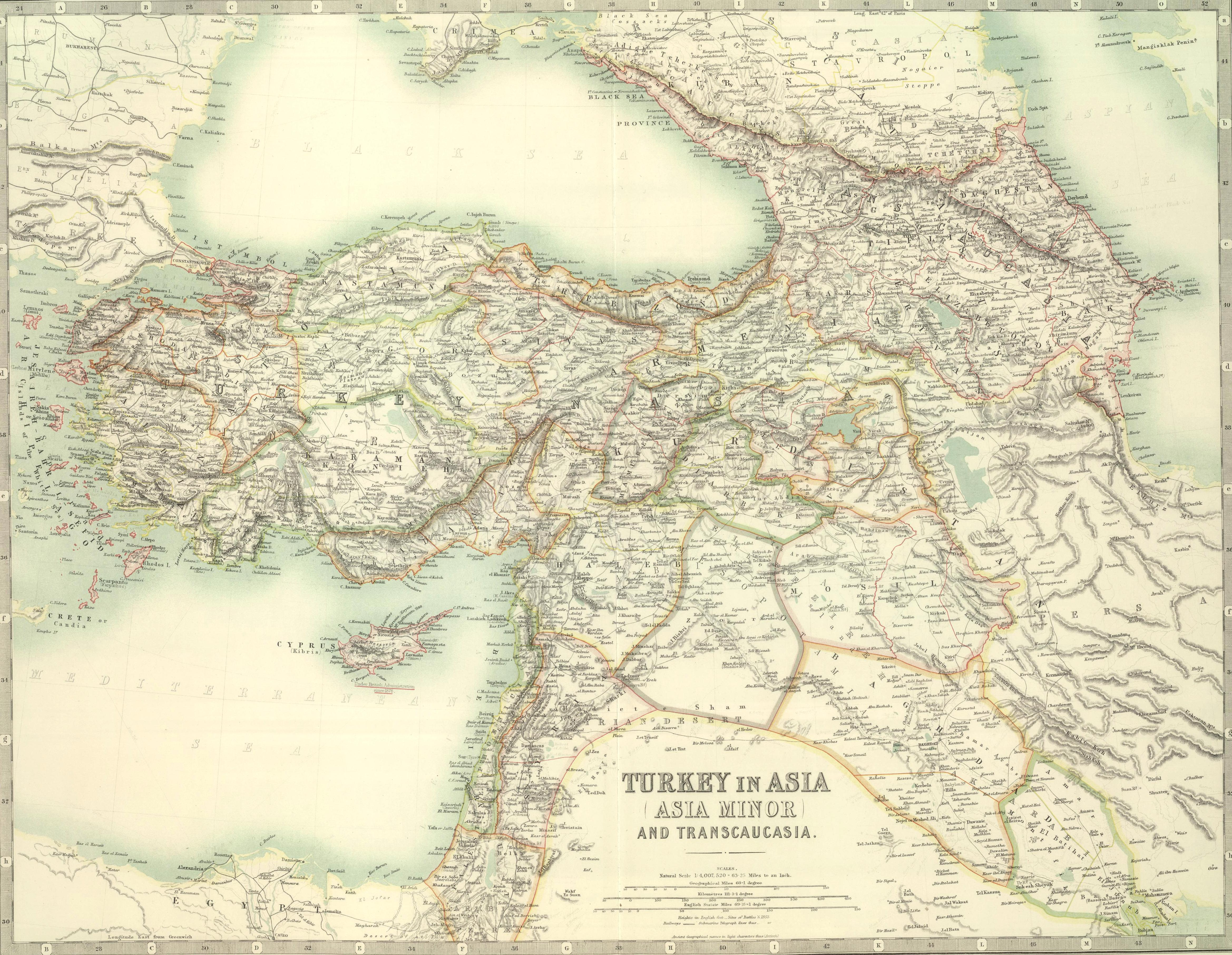
Piribeyli W. & A.K. Johnston Kaart

In de loop der eeuwen heeft Piribeyli met bezetting door Hettieten, Lidiërs, Perzen,  Hellenen, Romeinen Arabieren en Byzantijnen  te maken gehad.

## Oorsprong
De mensen van Piribeyli zijn afstammelingen van de Oguz-Turken die nauw verwant zijn aan de Karluk en Oghuz Turken die uit Centraal-Azië kwamen ongeveer duizend jaar geleden. Ze vestigden eerst hun nederzettingen in Harput (nu, Elazığ) en Atlantı in Oost-Anatolië. Daarna migreerden ze naar de steppen van Centraal-Anatolië in de moderne stad Konya. Sommigen van hen verhuisden verder naar het moderne Emirdağ.

### Cultuur
De mensen slaagden erin enkele van hun Turkmeense tradities te behouden die ze van hun voorouders hadden geërfd, zoals molybdomantie (kurşun dökme) en kırk uçurma. Tegenwoordig is het vooral gebaseerd op soennitische Turkse tradities en de invloed van Europese cultuur, voornamelijk door de immigranten die hun dorp vaak bezoeken.
Voor de modernisering (vóór Wereldoorlog I) werkten de mensen vroeger meer op het land dan nu.

### Religie
Grotendeels soennitische moslims met een Alevi en Tengriist minderheid. 